# أوسكار كال
أوسكار كال (بالتايلندية: ออสการ์ คาห์ล)‏ هو لاعب كرة قدم تايلاندي في مركز الوسط، ولد في 17 أكتوبر 1997.

## وصلات خارجية
- أوسكار كال على موقع قاعدة بيانات كرة القدم.إي يو (الإنجليزية)
- أوسكار كال على موقع Soccerway.com (الإنجليزية)